# ليام هوغن
ليام هوغن (بالإنجليزية: Liam Hogan) (8 فبراير 1989 بسالفورد في المملكة المتحدة - ) هو لاعب كرة قدم بريطاني في مركز الدفاع. لعب مع ماكليسفيلد تاون ونادي ترانمير روفرز لكرة القدم وفليتوود تاون وإف سي هاليفاكس تاون.

## وصلات خارجية
- ليام هوغن على موقع قاعدة بيانات كرة القدم.إي يو (الإنجليزية)
- ليام هوغن على موقع Soccerbase.com (لاعب) (الإنجليزية)
- ليام هوغن على موقع Soccerway.com (الإنجليزية)